# Ñifle
Ñifle es una voz que, alternada con ñafla, se emplea en Chile para indicar que no se quiere atender o acceder a una cosa, o que se la niega.
En los circos y en los títeres y volatines, hay innumerables juguetes cómicos o anécdotas graciosas de deudores insolventes, de pillos y estafadores que, urgidos por los acreedores o por el juez, se defienden con el ñifle y el ñafla, hasta que los declaran tontos o sordos y así quedan libres y triunfantes.